# ورزشگاه آرتور اش
ورزشگاه آرتور اش (انگلیسی: Arthur Ashe Stadium) یک ورزشگاه مخصوص تنیس در شهر نیویورک، ایالات متحده آمریکا است.
این ورزشگاه در سال ۱۹۹۷ ساخته شده، دارای ۲۳٬۷۷۱ نفر ظرفیت می‌باشد و میزبان مسابقات تنیس آزاد آمریکا می‌باشد. ورزشگاه آرتور اش بزرگترین ورزشگاه تنیس از لحاظ ظرفیت در جهان می‌باشد.

## نگارخانه

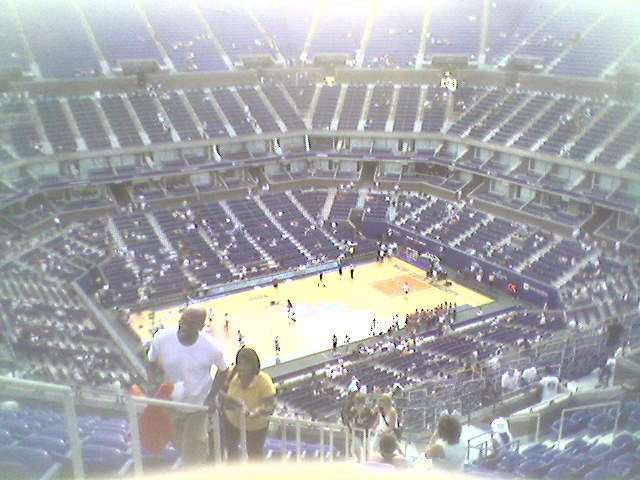
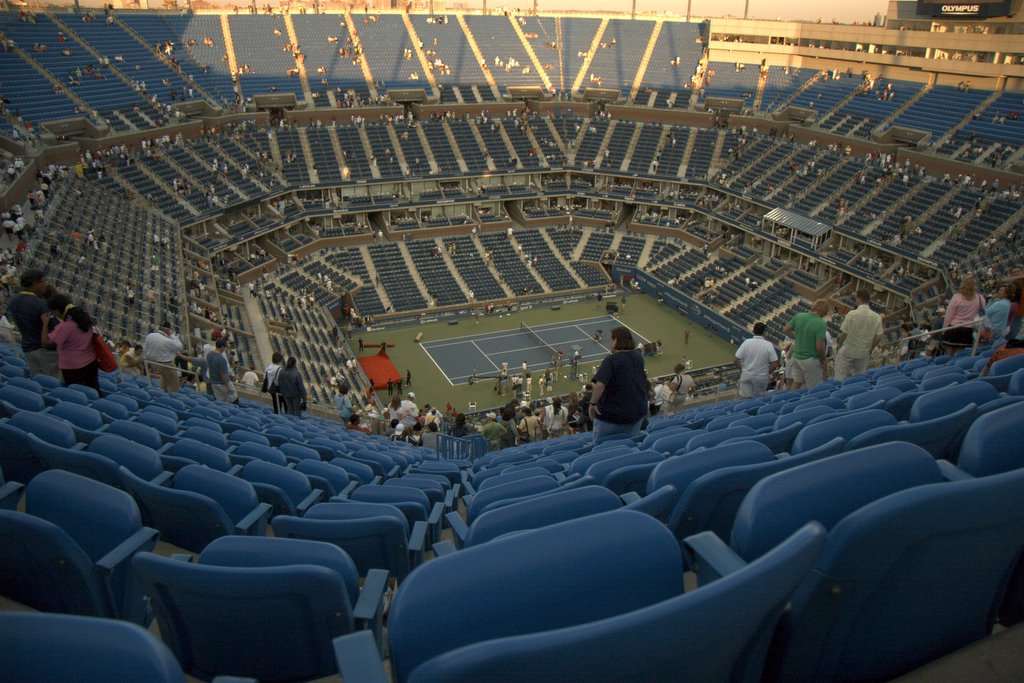